# Weekblad Schuttevaer
Het Weekblad Schuttevaer is een vakblad voor de Rijn- en binnenvaart, Kust-  en zeevaart, visserij, offshore, scheepsbouw, recreatie- en chartervaart. 

## De geschiedenis
Het weekblad is eind 1888 gestart als orgaan van de Vereniging Schuttevaer, toen nog niet koninklijk. Vanaf 15 februari 1888 fungeerde eerst de Nieuwe Provinciale Drentsche en Asser Courant als het hoofdorgaan van deze vereniging. Aanvankelijk bestond het krantgedeelte uit algemeen nieuws en advertenties voor de binnenvaart, het gedeelte voor de vereniging bestond zoals nog heden ten dage uit berichten van het hoofdbestuur van de Schippersvereniging. 
In die meer dan 100 jaar hebben bekende journalisten en schrijvers aan het blad meegewerkt, zoals:
- Jacques Kraaijeveld
- Hylke Speerstra

## De rubrieken
Hoewel in de loop der vele jaren de rubrieken wisselden, zijn er een aantal constanten:
- Scheepvaartberichten
- Rubrieken over de tarieven in het algemeen, over de tarieven op de Rijn en de prijzen van vis
- Enkele berichten uit de krant van tientallen jaren geleden
- Lezers aan het woord

Sommige rubrieken blijven in de herinnering leven, zoals de rubriek "Horten en Stoten". 

## Specials
Regelmatig en bij bijzondere gelegenheden zoals beurzen brengt het blad speciale edities uit, zoals ook eens per jaar een motorenbijlage. Er worden via het O&O-Fonds Zeescheepvaart wekelijks 850 papieren exemplaren van de Schuttevaer in combinatie met NRC De Week verspreid naar Nederlandse zeeschepen wereldwijd.

## De uitgevers
De krant is door verschillende uitgevers uitgegeven:
- 1888 Born in Assen
- 1985 Kluwer in Deventer
- 1987 Wolters Kluwer in Deventer
- 2002 Ten Hagen Stam in Deventer
- 2004 Uitgeverij Nassau in Deventer
- 2007 MYbusinessmedia in Deventer
- 2018 ProMedia in Rotterdam